# 海拉頓
海拉頓，或譯作海拉坦，是阿富汗巴爾赫省北部的邊境城市與港口，坐落於卡勒達爾縣、阿姆河畔，與烏茲別克帖爾米茲隔河相望，海拔300公尺。海拉頓是阿富汗主要的交通與貨物運輸集散地之一。

## 歷史
阿姆河流域在巴克特里亞·馬爾吉亞納文明體歷史上具有重要地位。安德羅諾沃文化的早期印度－伊朗人遷徙時，海拉頓周邊區域扮演重要角色。
1990年代初，海拉頓是第70師的駐地，領導人阿卜杜勒·莫門和阿布都·拉希德·杜斯塔姆的阿富汗伊斯蘭民族運動黨鬆散結盟。1994年1月5日，莫門死於火箭推進榴彈攻擊後第70師內部分裂，最終擁護阿布都·拉希德·杜斯塔姆的赫拉盧丁上校奪得控制權。
阿富汗伊斯蘭酋長國政權被驅離，卡爾扎伊政府建立後，海拉頓成為新政府的重要戰略地。北約訓練的新建阿富汗國防軍在此建立基地，以維護邊境運作、確保邊境安全。

## 交通

### 鐵路

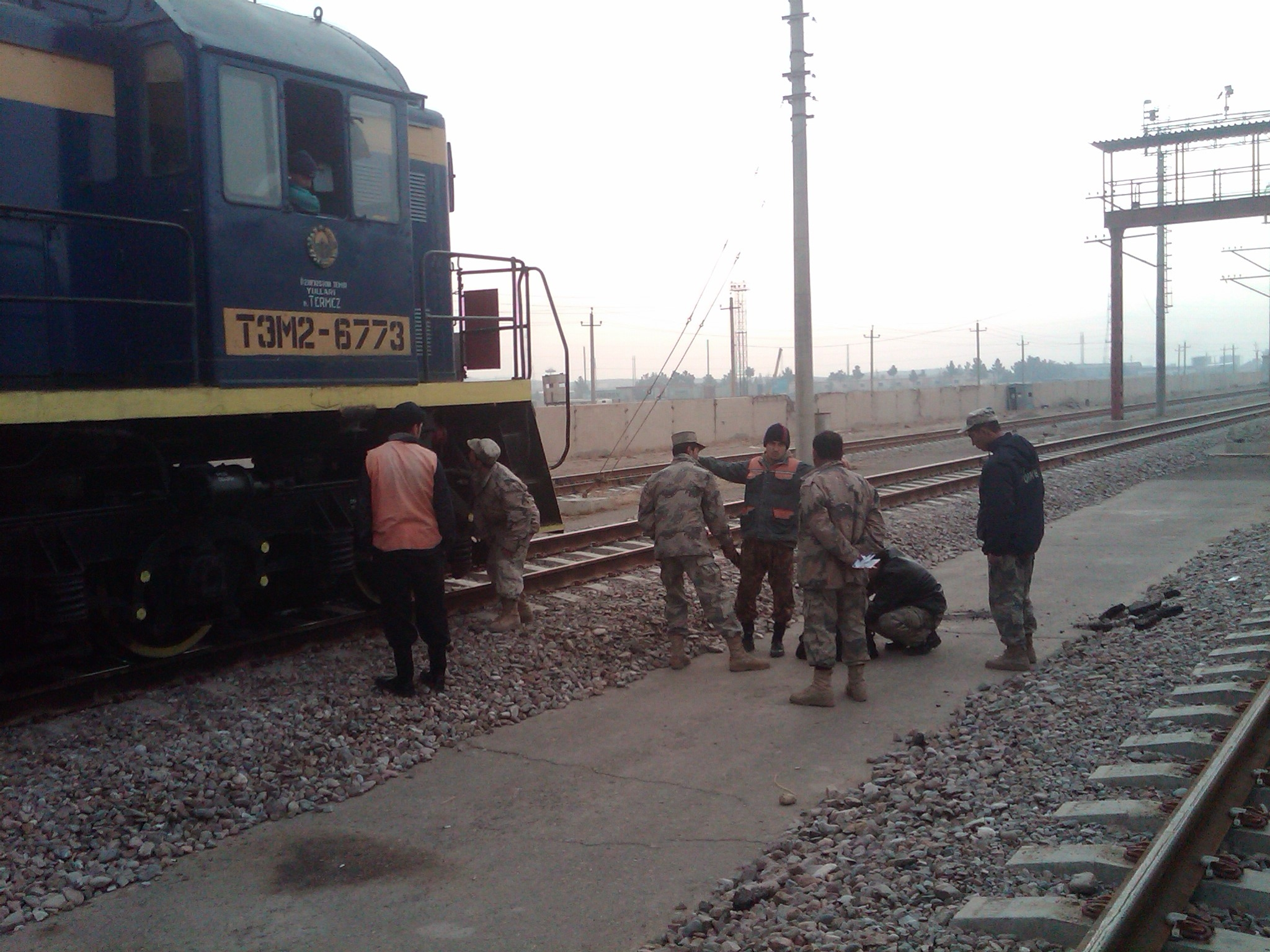
阿富汗邊境警察檢查海拉頓過境點的鐵路機車

海拉頓的貨運站是阿富汗的三個鐵路轉運站之一，連接10公里外的帖爾米茲 。2010年1月22日，從海拉頓至古雷馬爾（靠近阿富汗商業中心馬扎里沙里夫），長75 km的鐵路動工。這個計畫是中亞區域經濟合作計畫的一部份，原定2011年完工，但是在2010年11月便提早完成。
海拉頓鐵路造價1.7億美元，阿富汗政府負擔500萬美元，其餘97%由亞洲開發銀行出資，亞洲開發銀行最大的股東則是美國與日本。海拉頓鐵路可與計畫中的初期路網相連，可從赫拉特通往伊朗，從謝爾罕班達通往塔吉克。這些未來路線可以構成一個塔吉克、烏茲別克連接阿富汗北部和波斯灣的鐵路貨運走廊，而不用經過土庫曼。

### 公路
亞洲公路62號線經過海拉頓，可通往馬扎里沙里夫和烏茲別克帖爾米茲。

### 阿富汗邊境城市
- 托爾洪迪
- 阿奇那
- 謝爾罕班達
- 伊斯蘭卡拉
- 扎蘭季
- 托爾哈姆
- 史賓波達克

## 外部連結
- Information on Hairatan rail station with photos （页面存档备份，存于）
- WetterProfi German